# Múscul recte posterior menor del cap
El múscul recte posterior menor del cap (musculus rectus capitis posterior minor) sorgeix des d'un estret tendó provinent del tubercle de l'arc posterior de l'atles, s'eixampla mentre puja i s'insereix en la zona medial de la línia nucal inferior de l'os occipital i en la superfície del forat magne; també s'adhereix a la duramàter.
Col·labora amb el múscul recte posterior major del cap i els oblics menor del cap i major del cap, reforçant la seva acció. Hi ha connectors de teixit connectiu en la juntura entre l'atles i l'os occipital, entre aquest múscul (el recte posterior menor del cap) i la duramàter. Recentment, s'han descobert connexions similars en el teixit del múscul recte posterior major del cap. La disposició perpendicular d'aquestes fibres serveixen per restringir el moviment de la medul·la espinal cap a la duramàter. S'ha observat que el lligament nucal és continu amb la part posterior de la duramàter de l'espina dorsal i la porció lateral de l'os occipital.
Les estructures anatòmiques innervades pels nervis cervicals de la C1 a C3 són potencialment productores de mals de cap. Entre elles, hi ha les articulacions dels tres segments cervicals superiors, la duramàter i l'espina dorsal. Les connexions entre la duramàter i els teixits musculars i connectius tant de l'espina cervical superior com de l'os occipital podrien respondre anatòmica i fisiològicament el perquè del mal de cap cervicogènic. Això pot ser útil en el futur per millor l'eficàcia en els tractaments per a aquest tipus de migranyes.

## Imatges

Animació on s'observa la posició del múscul recte posterior menor del cap (destacat en vermell).
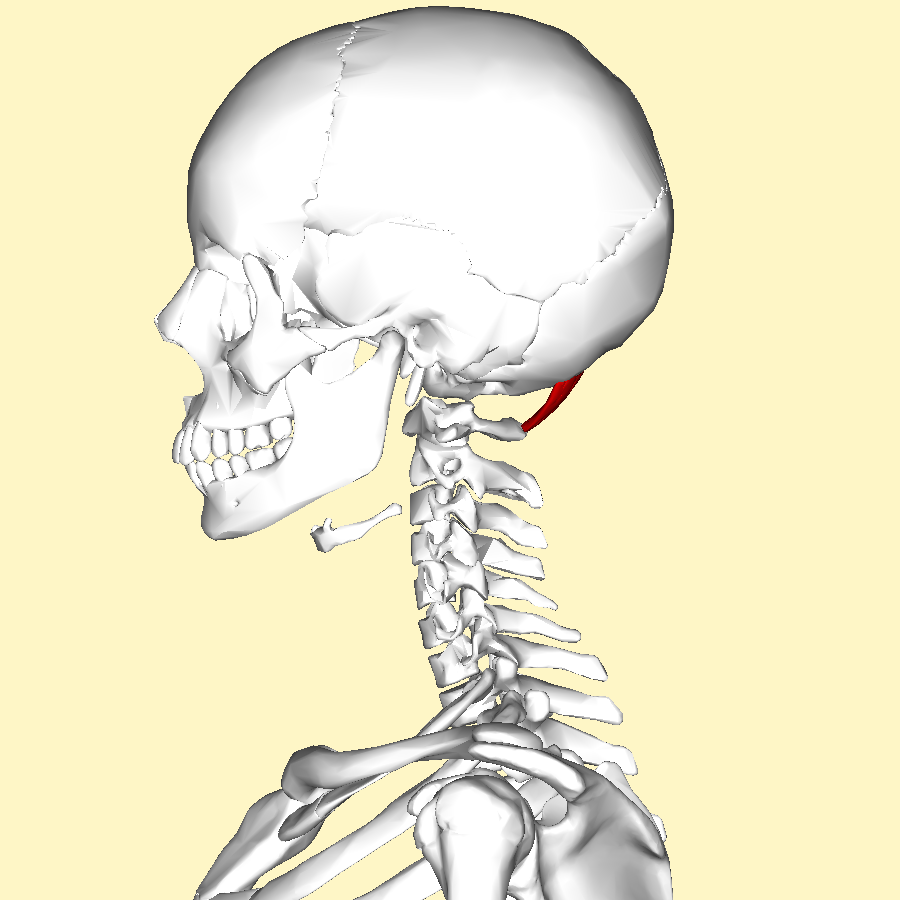
Vista lateral del crani. El recte posterior menor del cap destaca en vermell.
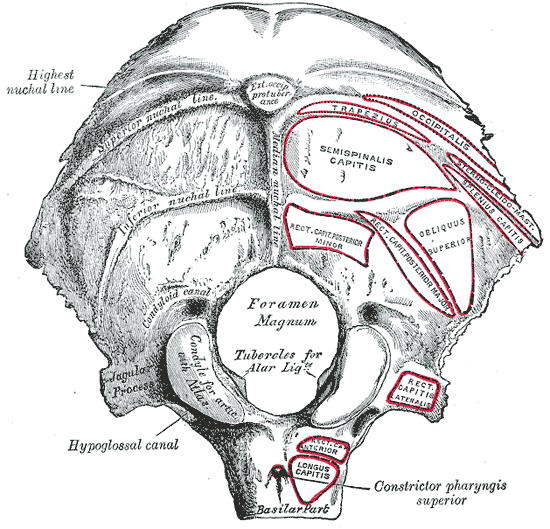
Os occipital. Superfície exterior.